# Schefflera jauaensis
Schefflera jauaensis là một loài thực vật có hoa trong Họ Cuồng cuồng. Loài này được (Maguire, Steyerm. & Frodin) Frodin miêu tả khoa học đầu tiên năm 1993.